# باك تو ذا فيوتشر 2 أند 3
باك تو ذا فيوتشر 2 أند 3 (بالإنجليزية: Back to the Future Part II & III)‏، هي لعبة فيديو من تطوير ستوديو بيم سوفتوير الأسترالي, من دار نشر إل جاي إن الأمريكية، صدرت اللعبة في شهر سبتمبر سنة 1990م، وتعمل حصراً لنظام نينتندو إنترتينمنت سيستم بالأراضي الأمريكية فقط.

## المصدر
1. ↑  "Back to the Future II & III Review". مؤرشف من الأصل في 2010-09-24. اطلع عليه بتاريخ 2010-08-04.

## وصلة خارجية
- باك تو ذا فيوتشر 2 أند 3 على موبي غيمز